# Åke Bjerstedt
Sven Åke Ingvar Bjerstedt, född den 10 april 1930 i Ystad, död 24 september 2013 i Malmö, var en svensk pedagog, professor, fredsforskare och produktiv författare. 
Bjerstedt blev 1956 filosofie doktor vid Lunds universitet. Han var 1956–1962 docent i psykologi där och 1962–1995 professor i praktisk pedagogik vid Lärarhögskolan i Malmö. Han var redaktör för Pedagogisk orientering och debatt sedan 1963, för Didakometry and Socionometry sedan 1969, för Utbildning och utveckling sedan 1969 och för Peace Environment and Education sedan 1990. Han var i många decennier oerhört aktiv inom och utom Sverige inom området fredsforskning och fredsutbildning och räknas som en framstående person inom detta område, inte minst genom den stora mängden publikationer inom området. Åren 1990–1994 tjänstgjorde han även som sammankallande för den internationella fredsforsknings-organisationen International Peace Research Association (IPRA) och dess Peace Education Commission (PEC). Hans författarskap upptar över 400 poster (olika utgåvor och översättningar) i Libris.
Bjerstedt var från 1960 till sin död gift med Kajsa Bjerstedt född Kronander (1931–2020). Tillsammans fick de sönerna författaren Staffan Bjerstedt och musikern Sven Bjerstedt. Makarna Bjerstedt är begravda på Fosie kyrkogård i Malmö.